# Janina Inkina
Janina Uladzimiraŭna Inkina (in bielorusso Яніна Уладзіміраўна Інкіна?; Žlobin, 16 ottobre 1997) è una cestista bielorussa.

## Carriera
Con la Bielorussia ha disputato tre edizioni dei Campionati europei (2017, 2019, 2021).